# Anna Grmelová
Anna Grmelová (roz. Michalíková; 20. července 1947, Bolatice – 2. srpna 2012, Praha) byla docentkou anglické literatury na Pedagogické fakultě Univerzity Karlovy. Krátce po vzniku Katedry anglického jazyka a literatury Pedagogické fakulty Univerzity Karlovy se stala její vedoucí. Tuto funkci vykonávala v letech 1993-2009. V pedagogické činnosti se věnovala především výuce klasické anglické literatury, moderní anglické literatury a postkoloniální anglofonní literatury. Ve spolupráci s Britskou radou iniciovala vznik specializované studovny anglického jazyka a literatury, která sídlí v budově Pedagogické fakulty Univerzity Karlovy v Praze, v Celetné ulici 13. Ve vědecké oblasti se zabývala britskou prózou se zaměřením na povídkovou tvorbu D. H. Lawrence. Je autorkou monografie The Worlds of D. H. Lawrence´s Short Fiction 1907–1923, která vyšla v roce 2001 v nakladatelství Karolinum. Britskou literaturu popularizovala také v médiích.

## Akademické působení v Košicích, Prešově, Budapešti a Praze
Anna Grmelová studovala v letech 1965–1970 angličtinu a ruštinu na Filozofické fakultě Univerzity Pavla Jozefa Šafárika v Košicích. V letech 1970–1975 působila na Katedře anglického jazyka Pedagogické fakulty UPJŠ v Prešově. Rigorózní práci Ponížení a uražení v díle F. M. Dostojevského a Ch. Dickense obhájila v roce 1978 na Filozofické fakultě UPJŠ v Prešově. Zde působila v letech 1975–1992.
V roce 1988 obhájila dizertační práci Themes and Structures of D. H: Lawrence´s Shorter Fiction na Maďarské akademii věd v Budapešti. Univerzita Loránda Eötvösa v Budapešti udělila Anně Grmelové čestný doktorát v roce 1991. Habilitační práci The Worlds of D. H. Lawrence´s Short Fiction 1907–1923 obhájila Anna Grmelová v roce 2002 na Univerzitě Karlově v Praze.

## Výběrová bibliografie
- GRMELOVÁ, Anna a Josef GRMELA. Theory of literature for students of English: an introduction. Košice: Univerzita Pavla Jozefa Šafárika, 1978.
- GRMELOVÁ, Anna. The changing image of D. H. Lawrence in Czechoslovakia. The D. H. Lawrence Review. USA: University Delaware, 1987, 19(3), 301-308.
- GRMELOVÁ, Anna a Josef GRMELA. An anthology of criticism of the 18th and 19th century English novel. Košice: Universita P.J. Šafaříka, 1989.
- GRMELOVÁ, Anna, Bernie HIGGINS a Malcolm GRIFFITHS. Eltecs -The Third Central European Teacher Education Conference. Praha: Britská rada ve spolupráci s KAJL PedF UK, 1999. ISBN 80-238-4151-3.
- GRMELOVÁ, Anna. The Worlds of D.H. Lawrence's short fiction: (1907-1923). Praha: Karolinum, 2001. ISBN 80-246-0183-4.
- GRMELOVÁ, Anna. A Genius Redivivus: The Czech Reception of D.H. Lawrence. In: The Reception of D.H. Lawrence in Europe. London; New York: Continuum, 2007, 198-212, 328-332. ISBN 0-8264-6825-X.
- GRMELOVÁ, Anna. About Suffering They Were Never Wrong, the Old Masters: An Intertextual Reading of Ian Mc Ewan’s Atonement. Litteraria Pragensia. 2007, 17(34), 153-157. ISSN 0862-8424.
- GRMELOVÁ, Anna a Petr CHALUPSKÝ. Urban Spaces in Literature. Litteraria Pragensia. 2010, 20(40), 1-7. ISSN 0862-8424.
- GRMELOVÁ, Anna. From Loneliness to Encounter: London in the Windrush Generation Novels of Sam Selvon and Andrea Levy. Litteraria Pragensia. 2010, 20(40), 70-84. ISSN 0862-8424.